# Matt Targett (futbolista)
Matthew Robert Targett (Eastleigh, Inglaterra, Reino Unido, 18 de septiembre de 1995) es un futbolista inglés. Juega de defensa y su equipo es el Newcastle United F. C. de la Premier League de Inglaterra.

## Trayectoria

### Southampton
Comenzó su carrera en la academia del Southampton a la edad de ocho años. Llegó al primer equipo en 2013.
Debutó profesionalmente el 26 de agosto de 2014, en la segunda ronda de la Copa de la Liga contra el Millwall, donde jugó todo el encuentro que el Southampton ganó por 2-0.
Jugó su primer encuentro de Premier League el 27 de septiembre de 2014, cuando entró en reemplazo de Dušan Tadić en el tiempo extra en la victoria de local 2-1 ante el Queens Park Rangers.
Fue nombrado jugador joven de la temporada 2014-15 del Southampton.
Renovó contrato con el club el 4 de agosto de 2017 hasta 2022.

#### Préstamo al Fulham
El 22 de enero de 2018 se fue a préstamo al Fulham de la Championship por el resto de la temporada. Anotó su primer gol en el Fulham el 10 de febrero de 2018 en el empate 1-1 ante el Bolton Wanderers.
Logró el ascenso a la Premier League con el Fulham en la final de los play offs el 26 de mayo de 2018, donde jugó en la final contra el Aston Villa, encuentro que Fulham ganó por la mínima.

### Aston Villa
El 1 de julio de 2019 fichó por el recién ascendido a la Premier League, Aston Villa.

### Newcastle United
El 31 de enero de 2022 se marchó cedido hasta final de temporada al Newcastle United F. C. Se acabó quedando en el club después de que se llegara a un acuerdo para su traspaso y firmó por cuatro años.

## Selección nacional
Ha representado a Escocia e Inglaterra en categorías menores.
Fue parte de la selección inglesa sub-21 que ganó el torneo Esperanzas de Toulon de 2016.

## Estadísticas

### Clubes
Actualizado al último partido disputado el 19 de abril de 2025.
| Club | Div.          | Temporada     | Liga(1) | Liga(1) | Copas nacionales(2) | Copas nacionales(2) | Copas internacionales(3) | Copas internacionales(3) | Total | Total |
| Club | Div.          | Temporada     | Part.   | Goles   | Part.               | Goles               | Part.                    | Goles                    | Part. | Goles |
| --- | ------------- | ------------- | ------- | ------- | ------------------- | ------------------- | ------------------------ | ------------------------ | ----- | ----- |
| Southampton F. C. Inglaterra | 1.ª           | 2014-15       | 6       | 0       | 6                   | 0                   | ―                        | ―                        | 12    | 0     |
| Southampton F. C. Inglaterra | 1.ª           | 2015-16       | 14      | 0       | 3                   | 0                   | 3                        | 0                        | 20    | 0     |
| Southampton F. C. Inglaterra | 1.ª           | 2016-17       | 5       | 0       | 1                   | 0                   | 2                        | 0                        | 8     | 0     |
| Southampton F. C. Inglaterra | 1.ª           | 2017-18       | 2       | 0       | 0                   | 0                   | ―                        | ―                        | 2     | 0     |
| Fulham F. C. Inglaterra | 2.ª           | 2017-18       | 21      | 1       | ―                   | ―                   | ―                        | ―                        | 21    | 1     |
| Fulham F. C. Inglaterra | Total club    | Total club    | 21      | 1       | ―                   | ―                   | ―                        | ―                        | 21    | 1     |
| Southampton F. C. Inglaterra | 1.ª           | 2018-19       | 16      | 1       | 5                   | 0                   | ―                        | ―                        | 21    | 1     |
| Southampton F. C. Inglaterra | Total club    | Total club    | 43      | 1       | 15                  | 0                   | 5                        | 0                        | 63    | 1     |
| Aston Villa F. C. Inglaterra | 1.ª           | 2019-20       | 28      | 1       | 4                   | 1                   | ―                        | ―                        | 32    | 2     |
| Aston Villa F. C. Inglaterra | 1.ª           | 2020-21       | 38      | 0       | 0                   | 0                   | ―                        | ―                        | 38    | 0     |
| Aston Villa F. C. Inglaterra | 1.ª           | 2021-22       | 17      | 1       | 2                   | 0                   | ―                        | ―                        | 19    | 1     |
| Aston Villa F. C. Inglaterra | Total club    | Total club    | 83      | 2       | 6                   | 1                   | ―                        | ―                        | 89    | 3     |
| Newcastle United F. C. Inglaterra | 1.ª           | 2021-22       | 16      | 0       | ―                   | ―                   | ―                        | ―                        | 16    | 0     |
| Newcastle United F. C. Inglaterra | 1.ª           | 2022-23       | 17      | 0       | 2                   | 0                   | ―                        | ―                        | 19    | 0     |
| Newcastle United F. C. Inglaterra | 1.ª           | 2023-24       | 3       | 0       | 2                   | 0                   | 2                        | 0                        | 7     | 0     |
| Newcastle United F. C. Inglaterra | 1.ª           | 2024-25       | 2       | 0       | 3                   | 0                   | ―                        | ―                        | 5     | 0     |
| Newcastle United F. C. Inglaterra | Total club    | Total club    | 38      | 0       | 7                   | 0                   | 2                        | 0                        | 47    | 0     |
| Total carrera | Total carrera | Total carrera | 185     | 3       | 28                  | 1                   | 7                        | 0                        | 220   | 5     |
| (1) Incluye datos de playoffs de la EFL Championship (2017-18). (2) Incluye datos de FA Cup (2014-15, 2015-16) y Copa de la Liga (2014-15, 2015-16, 2016-17, 2018-19, 2019-20). (3) Incluye datos de Liga de Campeones de la UEFA (2023-24) y Liga Europea de la UEFA (2015-16, 2016-17). |               |               |         |         |                     |                     |                          |                          |       |       |

### Selección nacional
| Selección         | Temporada        | Encuentros | Encuentros |
| Selección         | Temporada        | Part.      | Goles      |
| ----------------- | ---------------- | ---------- | ---------- |
| Sub-19 Escocia    | 2013             | 2          | 0          |
| Sub-19 Escocia    | Total            | 2          | 0          |
| Sub-19 Inglaterra | 2013-2014        | 5          | 0          |
| Sub-19 Inglaterra | Total            | 5          | 0          |
| Sub-20 Inglaterra | 2014             | 5          | 1          |
| Sub-20 Inglaterra | Total            | 5          | 1          |
| Sub-21 Inglaterra | 2015-2016        | 12         | 0          |
| Sub-21 Inglaterra | Total            | 12         | 0          |
| Total Escocia     | Total Escocia    | 2          | 0          |
| Total Inglaterra  | Total Inglaterra | 22         | 1          |

## Palmarés

### Títulos nacionales
| Título          | Club                   | País       | Año  |
| --------------- | ---------------------- | ---------- | ---- |
| Copa de la Liga | Newcastle United F. C. | Inglaterra | 2025 |